# Michał Atamanow
Michaił Gawryłowicz Atamanow (udm. Мика́ль Гави́р Эграпи́; ur. 19 września 1945 we wsi Wuż Egra w rejonie Grach Udmurckiej ASRR) – udmurcki językoznawca i duchowny Cerkwi Prawosławnej, tłumacz Biblii na język udmurcki, jedna z najbardziej wyrazistych postaci udmurckiego ruchu narodowego.

## Życiorys
Po ukończeniu ośmioklasowej szkoły podstawowej kontynuował naukę w technikum sowchozu Asangurt, kuźni kadr dla sektora rolnego republiki. Po odbyciu służby wojskowej zaczął pracę jako zootechnik. Miłość do języka ojczystego spowodowała, że w 1970 r. rozpoczął studia na wydziale filologicznym Uniwersytetu w Iżewsku, a po ich ukończeniu (1975) został wysłany na Uniwersytet w Tartu (Estonia), gdzie był aspirantem u profesora Paula Ariste, powszechnie uznawanego za jednego z największych językoznawców ugrofińskich. W 1978 obronił dysertację na temat „Etnonimy Udmurtów w toponimii” i uzyskał stopień kandydata nauk filologicznych. Po powrocie do Iżewska rozpoczął pracę naukową w sekcji języka Instytutu Naukowo-Badawczego przy Rządzie Udmurckiej ASRR. 
Większość swoich prac Atamanow poświęcił toponimii i onomastyce Udmurtów, szczególnie koncentrując się na nazwach worszudów. Worszud (udm. воршуд) to wywodzący się zazwyczaj z nazwy bóstwa plemiennego przydomek rodowy. Zasługa Atamanowa polega na „inwentaryzacji” worszudów – ustaleniu, jakich przydomków używa się w poszczególnych udmurckich wsiach. Jego badania objęły prawie całe terytorium zamieszkania Udmurtów, a więc nie tylko dzisiejszą Republikę Udmurcką, ale także Tatarstan, Baszkirię, Obwód Kirowski, a nawet terytoria zamieszkane przez udmurcką diasporę na Syberii. Zebrany materiał pomaga historykom ustalić procesy migracji Udmurtów w przeciągu ostatnich kilku wieków.
W 1989 r. Atamanow podjął decyzję o odejściu z instytutu i wkrótce został duchownym Cerkwi Prawosławnej (wcześniej ukrywał swoją przynależność wyznaniową i praktykował po kryjomu). W styczniu 1990 r. został wyświęcony na diakona, zaczął pracę jako referent eparchii w Iżewsku. Był inicjatorem nabożeństw w języku udmurckim, wprowadzenie języka narodowego do liturgii wywoływało początkowo niechęć ze strony ortodoksyjnych duchownych. Z błogosławieństwa patriarchy Moskwy i Wszechrusi Alekseja II zaczął tłumaczyć Pismo Św. na język udmurcki – dotychczas ukazały się Psałterz i cały Nowy Testament (1996). Przetłumaczył także Biblię dziecięcą oraz szereg innych dzieł literatury cerkiewnej. 
Michał Atamanow jest postacią powszechnie znaną i rozpoznawaną przez większość Udmurtów żyjących na terytorium całej Rosji, szczególnie szanowaną za działania na rzecz ochrony i rozwoju języka udmurckiego.